# Evgeni Ignatov
Evgeni Ignatov (en bulgare, Евгени Игнатов, né le 25 juin 1959 à Nikolovo, oblast de Roussé) est un athlète bulgare, spécialiste du fond.
Il représente son pays aux Jeux olympiques de 1988 sur le 5 000 m -qu'il termine à la huitième place en finale- et sur le 10 000 m, après avoir remporté, en raison du boycott, la médaille d'or sur 10 000 m lors des Jeux de l'Amitié de 1984 à Moscou.
Ses meilleurs temps sont de :
- 13 min 13 s 15 sur 5 000 m à Stuttgart le 31 août 1986, 4e lors des Championnats d'Europe,
- 27 min 56 s 26 sur 10 000 m à Oslo le 2 juillet 1988.

## Records
| Épreuve       | Performance         | Date           | Lieu      |
| ------------- | ------------------- | -------------- | --------- |
| 1 500 mètres  | 3 min 39 s 53       | 28 août 1982   | Sofia     |
| 3 000 mètres  | 7 min 46 s 34 (NR)  | 4 juillet 1987 | Oslo      |
| 5 000 mètres  | 13 min 13 s 15 (NR) | 31 août 1986   | Stuttgart |
| 10 000 mètres | 27 min 56 s 26 (NR) | 2 juillet 1988 | Oslo      |